# Acanthodelta hircus
Acanthodelta hircus är en fjärilsart som beskrevs av Fabricius 1794. Acanthodelta hircus ingår i släktet Acanthodelta och familjen nattflyn. Inga underarter finns listade i Catalogue of Life.